# Hillerød Fodbold
Hillerød Fodbold ist ein dänischer Fußballverein aus Hillerød, der in der zweithöchsten dänischen Liga, der 1. Division, spielt.

## Stadion
Der Verein trägt seine Heimspiele im Hillerød-Stadion in Hillerød aus. Das Stadion hat ein Fassungsvermögen von 5000 Personen.

## Spieler
Stand: 28. September 2024
| Nr. |          | Position | Name                     |
| --- | -------- | -------- | ------------------------ |
| 1   | Danemark | TW       | Adrian Kappenberger      |
| 2   | Danemark | AB       | Rasmus Møller            |
| 3   | Danemark | AB       | Cornelius Allen          |
| 4   | Danemark | AB       | Gregers Arndal-Lauritzen |
| 5   | Danemark | AB       | Lucas Bøje-Larsen        |
| 6   | Danemark | MF       | Marinus Due Grandt       |
| 7   | Danemark | AB       | Jonathan Witt            |
| 8   | Danemark | MF       | Tobias Arndal            |
| 9   | Nigeria  | ST       | Monday Etim              |
| 10  | Danemark | MF       | Markus Bay               |
| 12  | Danemark | MF       | Nicklas Bjerre-Schmidt   |
| 14  | Danemark | ST       | Solomon Opoku            |

| Nr. |          | Position | Name               |
| --- | -------- | -------- | ------------------ |
| 17  | Faroer   | ST       | Adrian Justinussen |
| 18  | Danemark | AB       | Simon Sharif       |
| 19  | Danemark | MF       | Donovan Bagou      |
| 20  | Danemark | MF       | Berzan Kucukyildiz |
| 21  | Danemark | AB       | Kasper Enghardt    |
| 22  | Danemark | AB       | Frederik Karlsen   |
| 23  | Danemark | ST       | Mathias Veltz      |
| 26  | Danemark | TW       | Anton Mayland      |
| 27  | Faroer   | ST       | Daniel Johansen    |
| 28  | Agypten  | ST       | Ali Al-Mosawe      |
| 34  | Italien  | MF       | Alessio Alicino    |
| 38  | Danemark | MF       | Benjamin Asare     |

## Trainer
Stand Mai 2025
| Trainer            | Nation   | von               | bis               |
| ------------------ | -------- | ----------------- | ----------------- |
| Benny Johansen     | Dänemark | 1. Juli 1981      | 30. Juni 1982     |
| Per Johansen       | Dänemark | 1. Januar 2013    | 30. Juni 2017     |
| Tommy Schram       | Dänemark | 19. Februar 2013  | 3. September 2017 |
| Kasper Jørgensen   | Dänemark | 3. September 2017 | 31. Dezember 2020 |
| Christian Lønstrup | Dänemark | 1. Januar 2021    |                   |